# Lista över flygplatser i Cooköarna
Lista över flygplatser i Cooköarna sorterade efter plats.

## Flygplatser
Alla flygplatser har regelbunden trafik. Internationella flygplatser är markerade med fetstil.
| Plats                      | ICAO | IATA | Flygplatsnamn                     |
| Aitutaki (Araura)          | NCAI | AIT  | Aitutaki Airport (Araura Airport) |
| Atiu (Enua Manu)           | NCAT | AIU  | Enua Airport                      |
| Mangaia (Auau Enua)        | NCMG | MGS  | Mangaia Airport                   |
| Manihiki (Humphrey Island) | NCMH | MHX  | Manihiki Island Airport           |
| Mauke (Akatoka Manava)     | NCMK | MUK  | Mauke Airport                     |
| Mitiaro (Nukuroa)          | NCMR | MOI  | Mitiaro Airport (Nukuroa Airport) |
| Penrhyn (Tongareva)        | NCPY | PYE  | Tongareva Airport                 |
| Pukapuka                   | NCPK |      | Pukapuka Island Airfield          |
| Rarotonga (Avarua)         | NCRG | RAR  | Rarotonga International Airport   |